# Frecuencia de colisión
La Frecuencia de Colisión representa el número de colisiones entre átomos o moléculas de dos especies distintas en un volumen dado por unidad de tiempo. En un gas ideal, suponiendo que los átomos o moléculas se comportan como esferas duras, la frecuencia de colisión entre A y B es:
{\displaystyle Z=N_{\text{A}}N_{\text{B}}\sigma _{AB}{\sqrt {\frac {8k_{\text{B}}T}{\pi \mu _{AB}}}},}

donde: 
- {\displaystyle N_{A}} es el número de moléculas de A en el gas, esternocleidomastoideos
- {\displaystyle N_{B}} es el número de moléculas de B en el gas,
- {\displaystyle \sigma _{AB}} es la sección transversal de la colisión (en {\displaystyle [m^{2}]}), el área en que las dos moléculas chocan entre sí. Puede expresarse en forma simplificada como {\displaystyle \sigma _{AB}=\pi (r_{A}+r_{B})^{2}}, donde {\displaystyle r_{A}} es el radio de A y {\displaystyle r_{B}} el radio de B.
- {\displaystyle k_{B}} es la constante de Boltzmann (en {\displaystyle [m^{2}]\ [kg]\ [s^{-2}]\ [K^{-1}])})
- {\displaystyle T} es la temperatura (en {\displaystyle [K]}),
- {\displaystyle \mu _{AB}} es la masa reducida de los reactivos A y B, {\displaystyle \mu _{AB}={\frac {{m_{A}}{m_{B}}}{{m_{A}}+{m_{B}}}}} (en {\displaystyle [kg]})

La unidad SI de Z es {\displaystyle [m^{3}][s^{-1}]}

## Colisión en solución diluida
Las colisiones en solución diluida, líquida o gaseosa, están reguladas por difusión en vez de por colisiones directas, las cuales pueden ser calculadas a partir de las Leyes de Difusión de Fick.
En el caso de partículas de igual medida, el número de colisiones {\displaystyle \nu =ZV} en un volumen {\displaystyle V}, puede expresarse como:
{\displaystyle \nu ={\frac {8k_{B}T}{3\eta }}n,}
donde {\displaystyle n} es la concentración de partículas, y {\displaystyle \eta } es la viscosidad de la solución
En este caso la frecuencia es independiente de la medida de las partículas, lo cual es un resultado inesperado. Para partículas de medidas diferentes se pueden derivar expresiones más elaboradas a partir de la estimación de {\displaystyle \nu }.